# كريس البندك
كريس البندك (من مواليد 13 يناير 1979) هو ناشط فلسطيني، أدين في إسرائيل لإطلاق النار على سائقي السيارات الإسرائيليين، خلال الانتفاضة الفلسطينية الثانية. وهو مسيحي أرثوذكسي يوناني.

## الحياة
ولد بندك لعائلة فلسطينية مسيحية في 13 كانون الثاني (يناير) 1979 في مدينة بيت لحم. وُلِد بالقرب من كنيسة المهد، حيث يُقال إن ذلك المكان يشير إلى مكان ميلاد يسوع، وقد أطلق عليه والداه اسم كريس من خلال ارتباطه بالمسيح ولأنهم يعتقدون أن يسوع من أصل فلسطيني ومخلص للكنيسة الفلسطينية. لديه أخ أكبر اسمه خضر. تخلت عنهم والدة كريس عندما كان عمره سنة واحدة. وبحسب ما ورد كان قائداً لكتائب شهداء الأقصى والتنظيم، جناحي المقاومة في حركة فتح. ونتيجة لإدانته بارتكاب جرائم تتعلق بهذا التورط، تم سجنه من قبل إسرائيل في 6 فبراير/شباط 2003.
أطلق سراحه عام 2011 ضمن صفقة تبادل إطلاق سراح الجندي الإسرائيلي جلعاد شاليط .